# Win Percy
Winston „Win” Percy (ur. 28 września 1943 w Tolpuddle) – brytyjski kierowca wyścigowy.

## Kariera
Percy rozpoczął karierę w międzynarodowych wyścigach samochodowych w 1980 roku od startów w British Saloon Car Championship, gdzie w klasie A jedenastokrotnie stawał na podium, w tym dziesięciokrotnie na jego najwyższym stopniu. Uzbierane 78 punktów pozwoliło mu zdobyć tytuł wicemistrza serii zarówno w głównej edycji, jak i w klasie A. W latach 1980–1982 był już mistrzem tej serii. W późniejszych latach Brytyjczyk pojawiał się także w stawce World Challenge for Endurance Drivers, World Championship for Drivers and Makes, European Touring Car Championship, Australian Endurance Championship, World Sports-Prototype Championship, World Touring Car Championship, Sandown 500, Asia-Pacific Touring Car Championship, Tooheys 1000, All Japan Sports Prototype Car Endurance Championship, NASCAR Xmas 500, Yokohama Cup Group A Race, 24 Heures de Spa-Francorchamps, Ansett Air Freight Challenge, Australian Touring Car Championship, Hush Puppies Olympic Group A Challenge, 24-godzinnego wyścigu Le Mans, Global GT Championship, Eastern Creek 12 Hour, Eurocar V8 Championship, Primus 1000 Classic oraz FIA GT Championship.